# Большой вальс, соч. 42 (Шопен)

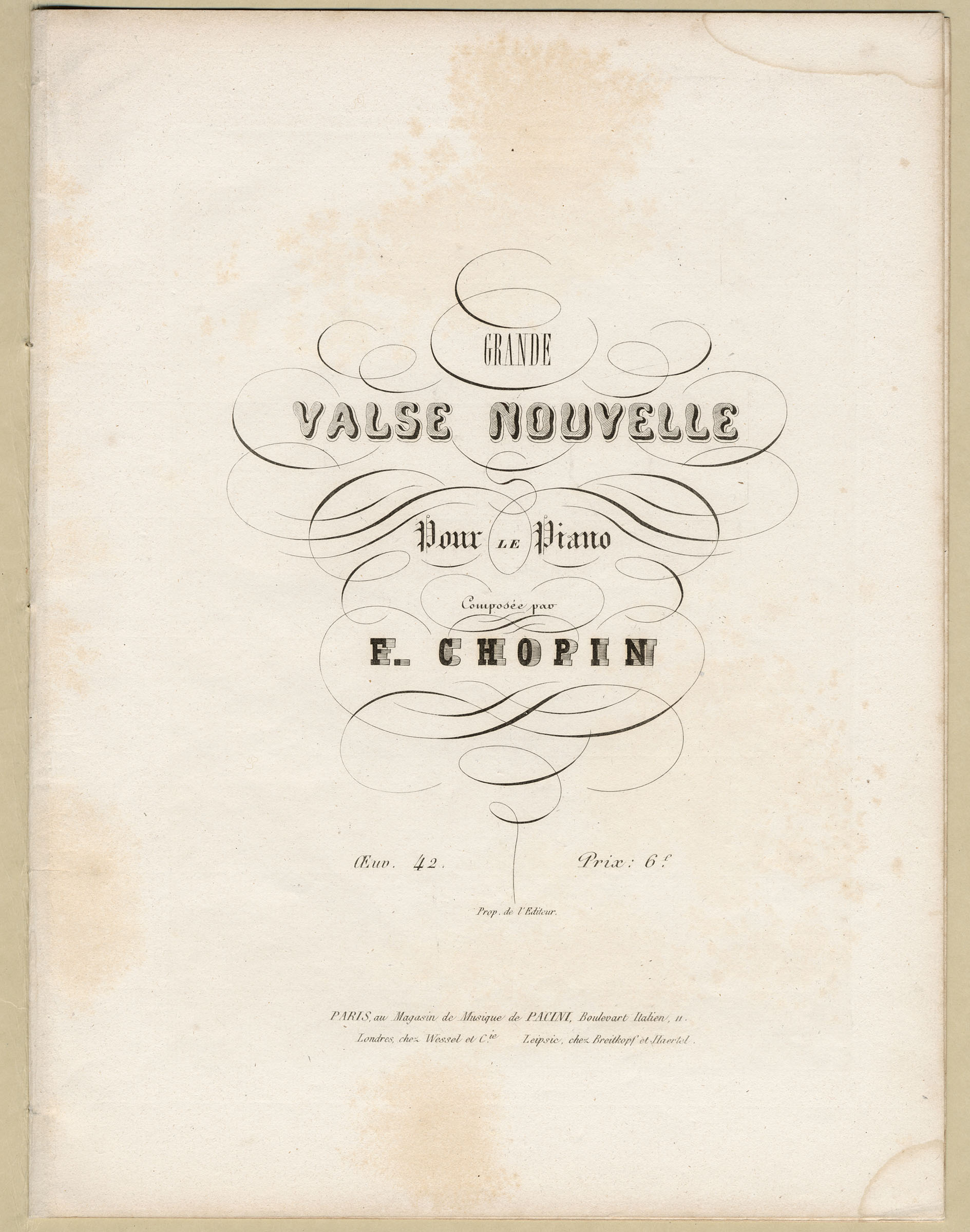
Обложка первого французского издания (Пачини, Париж, 1840)

Большой вальс Ля-бемоль мажор для фортепиано, соч. 42 (фр. Grande Valse pour le piano, op. 42) — пятый опубликованный вальс Фредерика Шопена, вышедший из печати летом 1840 года. Датой создания считаются 1839(?)—1840 годы. Это второй (после Большого блестящего вальса Ми мажор, соч. 18) из двух вальсов, изданных композитором отдельно, вне тетрадей, и единственный вальс, выпущенный без посвящения. Кроме того, в оригинальных изданиях отсутствует обозначение темпа.
По словам Мечислава Томашевского, вальс соч. 42 напоминает танцевальную поэму. Роберт Шуман писал, что он «насквозь аристократичен»: «как и прежние вальсы Шопена, [это] салонная пьеса благороднейшего типа», и «если её играть для танца, то добрая половина танцующих должна была бы состоять по меньшей мере из графинь». Этот вальс был одним из самых любимых произведений президента США Гарри Трумана, в юности мечтавшего стать пианистом.

## Источники текста

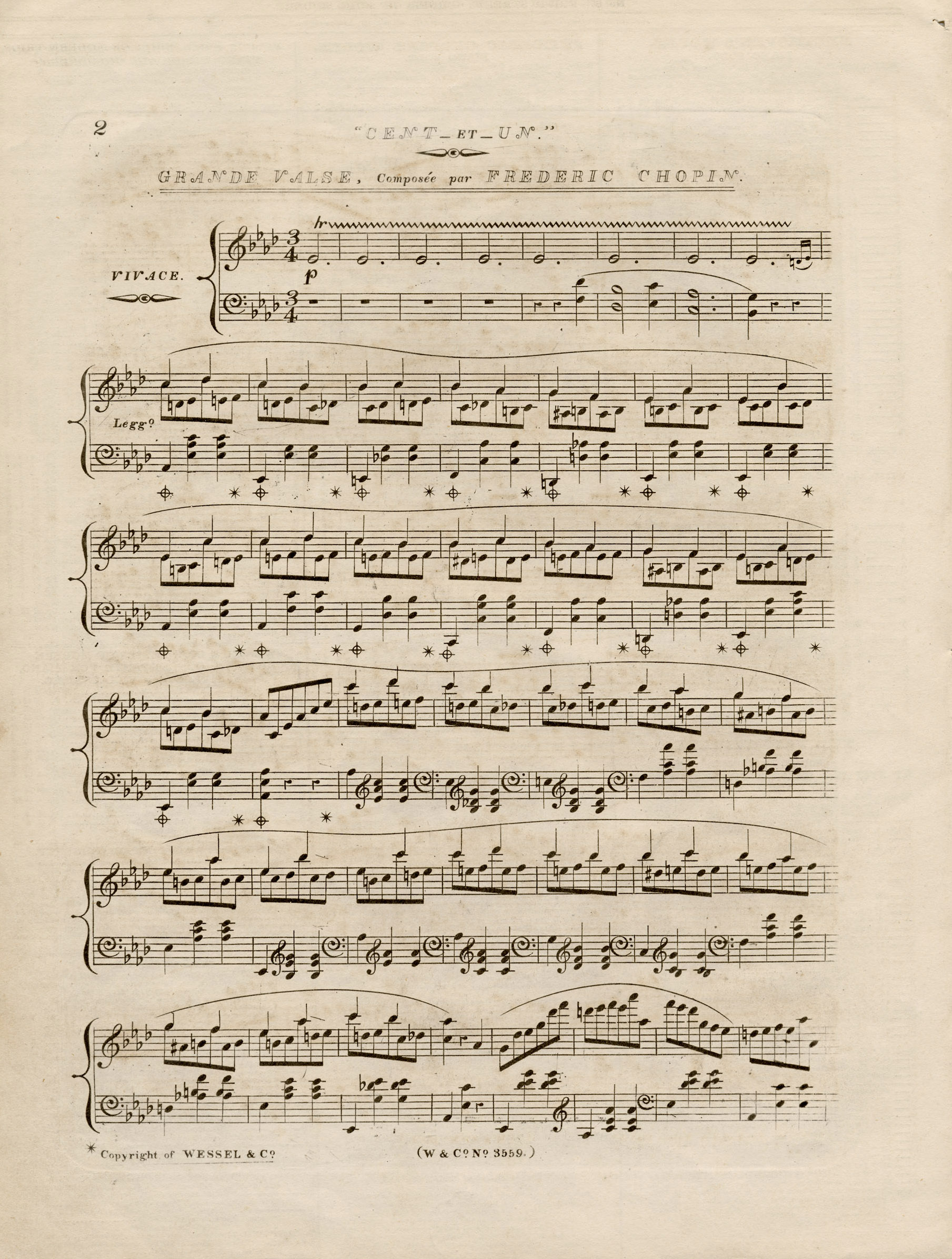
Заголовок и начало вальса в первом английском издании (Вессель, Лондон, 1840)

## Анализ

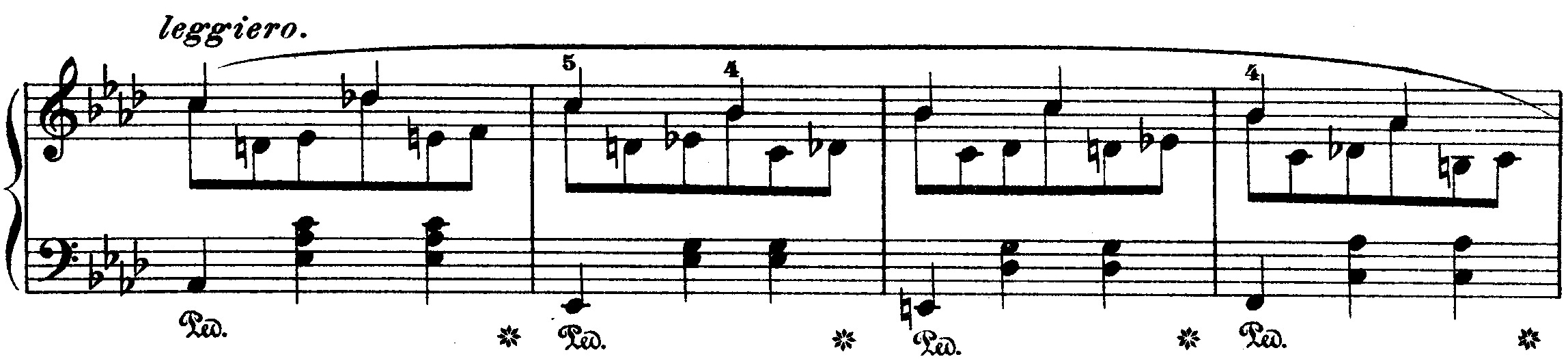
Первая тема вальса (такты 9—12): двудольная мелодия с трёхдольным аккомпанементом (издание Кароля Микули, 1894)